# Entosthodon ericetorum
Entosthodon ericetorum là một loài Rêu trong họ Funariaceae. Loài này được (De Not.) Müll. Hal. mô tả khoa học đầu tiên năm 1848.